# Astroblepus mariae
Astroblepus mariae är en fiskart som först beskrevs av Fowler, 1919.  Astroblepus mariae ingår i släktet Astroblepus och familjen Astroblepidae. Inga underarter finns listade.